# Henri Lespinasse de Saune
Pour les articles homonymes, voir Lespinasse.
Henri Lespinasse de Saune, né le 7 juillet 1850 à Toulouse (France) et décédé le 7 aout 1929 à Tananarive (Madagascar), est un lieutenant de l'armée française, polytechnicien, qui démissionna pour devenir Jésuite. En 1890 il fut nommé évêque, coadjuteur puis titulaire du Vicariat apostolique de Tananarive à Madagascar et le resta jusqu'en 1927.

## Biographie

### Famille et scolarité
Marie Adrien Émile Henri Lespinasse de Saune est né le 7 juillet 1850 à Toulouse, dans le département de la Haute-Garonne. Il est issu d'une famille aristocratique influente de la ville, son père, Noël Marie Barthélémy Adrien Lespinasse de Saune, est « l'un des principaux fondateurs de l'Institut Catholique » et sa mère, Marie Félicité Louise Catherine, est née d’Aubuisson de Voisins (nièce de l'ingénieur Jean-François d'Aubuisson de Voisins). Il est le quatrième d'une fratrie qui comptera six garçons : Xavier (1843-1901) jésuite, Joseph (1846-1927) marié à Jeanne de Sarrieu (1845-1921), Gabriel (1848-1839) capitaine de vaisseau célibataire, Henri (1850-1927) jésuite, Louis (1852-1933) célibataire, et François (1858-1942) jésuite,.
À 9 ans, Henri commence sa scolarité au collège jésuite Sainte-Marie de Toulouse. Six ans plus-tard il n'obtient pas une dispense pour passer le baccalauréat à l'âge de 15 ans. C'est donc un an plus tard, à 16 ans qu'il devient double bachelier : « ès lettres et ès sciences ». Sa proposition de devenir novice chez les Jésuites n'a pas l'assentiment de son père qui le trouve un peu jeune pour prendre une telle décision et l'envoie poursuivre sa scolarité à Paris en classe préparatoire au lycée Impérial Napoléon (devenus depuis le Lycée Henri-IV).

### Polytechnicien et militaire (1869-1875)
En 1869, après avoir réussi le concours d'entrée, classement 125e, Henri Lespinasse de Saune intègre l'École Polytechnique. L'un de ses camarades de promotion est Joseph Joffre. 
La Guerre franco-allemande de 1870 et le Siège de Paris (1870-1871) interrompt la scolarité des élèves après un an de cours. Henri de Lespinasse de Saune, comme les autres élèves de l'école, sert dans l'artillerie comme Sous-lieutenant. Ce n'est qu'après la fin de la Commune de Paris que les élèves reprennent le cours de leur scolarité en deuxième année. En 1872, à sa sortie, il poursuit le cycle de cette formation militaire en entrant à École d'application de l'artillerie et du génie de Fontainebleau. À l'issue de ces deux années de formations complémentaires, il est nommé lieutenant au 23e régiment d'artillerie à Toulouse.
De retour dans sa ville natale, il s'intègre bien à la vie militaire et est apprécié de ses supérieurs. Après trois années dans ce régiment, à la fin de l'année 1875, il apprend « qu'il doit être promu au grade de Capitaine », Henri Lespinasse de Saune prend la décision de quitter l'armée pour entrer dans la Compagnie de Jésus, comme l'ont déjà fait deux de ses frères. Sa démission est effective au tout début de l'année 1876.

### Jésuite et prêtre (1875-1899)

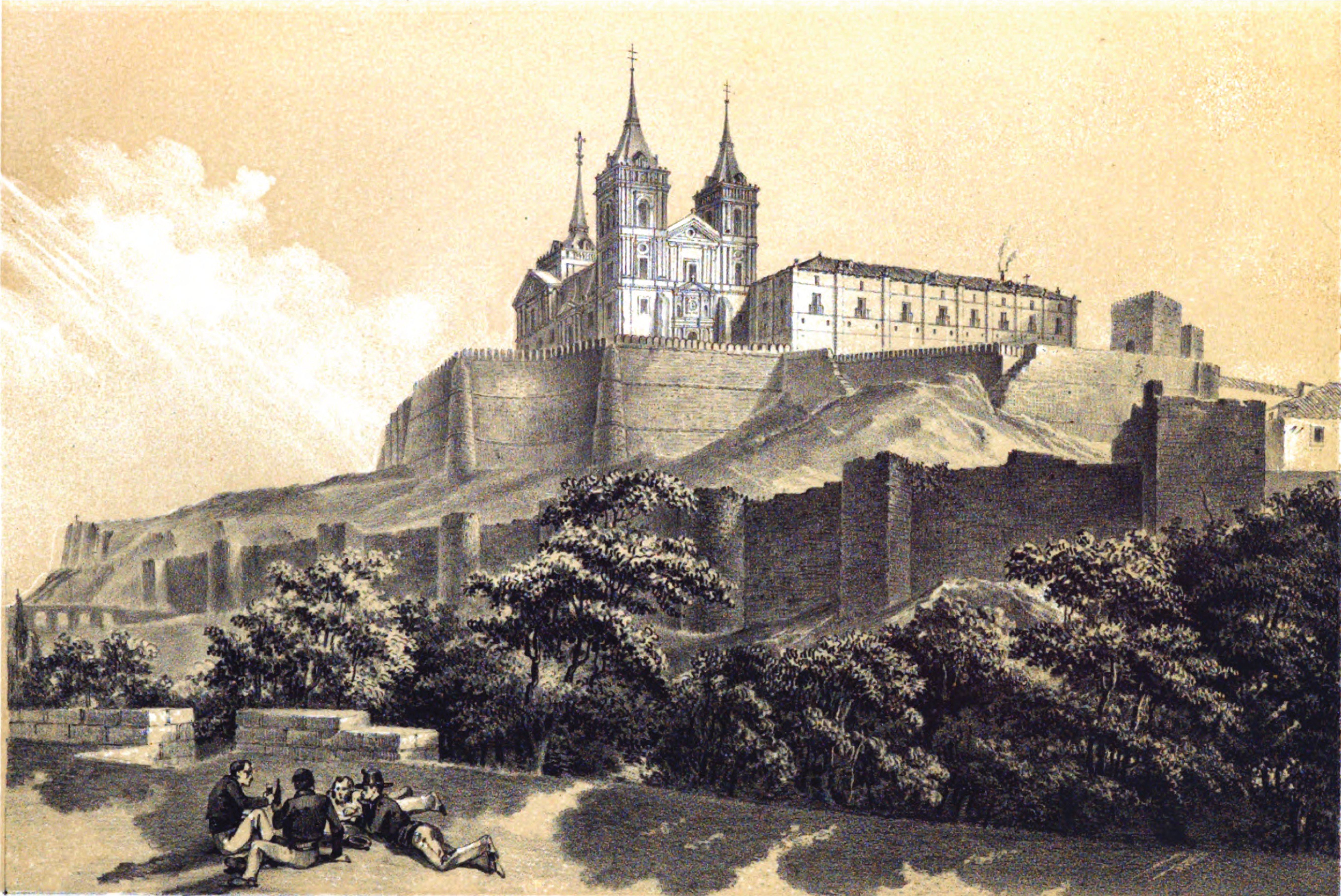
Le monastère d'Uclès, vers 1853.

Henri Lespinasse de Saune, a 25 ans lorsqu'il demande son admission au noviciat jésuite ». de Pau (province jésuite de Toulouse). Celle-ci étant acceptée, il y entre le 18 février 1876. Après ces deux premières années de formation initiale il rejoint le scolasticat jésuite de Vals-près-le-Puy pour entreprendre les études de philosophie, qu'il poursuit et achève à Toulouse en 1880, tout en y associant une licence de mathématique. 
En 1881, il commence sa théologie au théologat des Jésuites français en exil, à Uclès, en Espagne, pour y suivre les cours de la formation jésuite en théologie. Henri Lespinasse de Saune est ordonné prêtre le 26 juillet 1883, par Véléro, évêque du diocèse de Cuenca. Par ailleurs ses qualités, notamment d'encadrement, lui valent de devenir l'assistant principal du supérieur du théologat puis d'être en 1886, avant la fin de sa formation, envoyé à Bordeaux au collège Saint-Joseph-de-Tivoli pour en prendre la direction tout en poursuivant la formation jésuite jusqu'à son terme en 1893.
Il quitte alors Bordeaux pour se rendre à Paris où il est envoyé pour prendre en charge « la procure de la mission de Madagascar », mission qu'il accomplit pendant environ dix mois. Vers 1894, il quitte Paris pour rejoindre de nouveau Bordeaux où il est nommé supérieur de la Résidence des jésuites. Puis en 1898 il va à Montpellier pour prendre le poste de recteur du collège.

### Évêque à Madagascar (1899-1900)
Au mois de novembre 1899, son Supérieur provincial le convoque pour un rendez-vous dans la gare de Montpellier,. Il lui remet les « bulles pontificales », signées par le pape Léon XIII, qui le font « évêque titulaire de Rhizonte (de) » coadjuteur du vicaire apostolique de Tananarive, l'évêque Jean-Baptiste Cazet (elles sont datées du 28 novembre 1899 puis « publiées, au consistoire » le 14 décembre 1899).
Peu de temps après, il embarque à Marseille pour se rendre d'abord à Trichinopoly (Inde), où est prévue la cérémonie de consécration épiscopale. Il fait ce voyage, jusqu'à Colombo, avec son frère Gabriel qui va rejoindre le croiseur cuirassé Descartes dont il doit prendre le commandement en mer de Chine.
Le 18 février 1900, Henri de Saune reçoit la consécration épiscopale, à Trichinopoly, des mains de Jean-Marie Barthe (1849-1934), évêque du diocèse de Trichinopoly, assisté de Charles-Louis Lavigne (1840-1913), du diocèse de Trincomalee et Hugues Bottero (1837-1913), du diocèse de Kumbakonam.

### Madagascar: Coadjuteur (1900-1911)
Henri Lespinasse de Saune arrive à Tananarive le 30 mars 1900, il y est accueilli par son supérieur et des membres de la mission. 

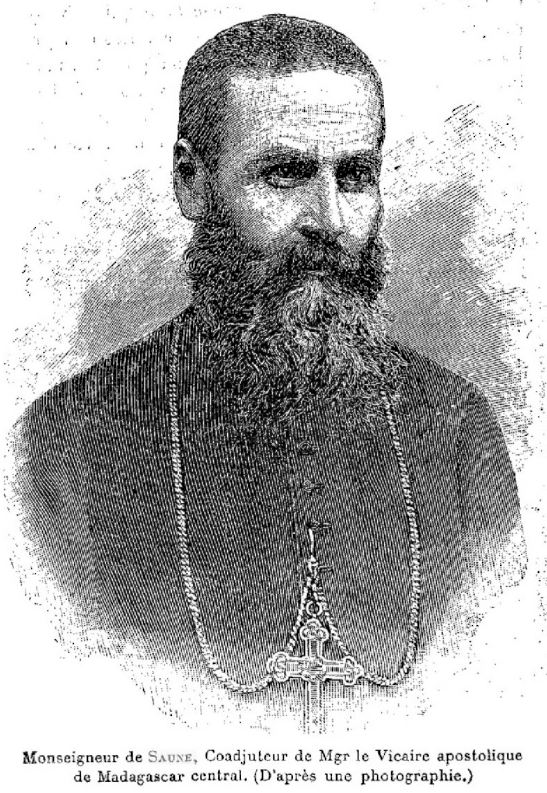
Portrait de Henri de Saune, gravure de 1902, d'après une photographie.

Jean-Baptiste Cazet, premier Vicaire apostolique de la mission, poursuit son activité sans partager ses responsabilité et son autorité. Il cherche à initier et former son futur successeur, en l'associant aux actes de l'administration de son vicariat et à lui « inculquer ses principes » en le laissant agir mais qu'en sa présence. Son jeune Coadjuteur, ancien militaire, sait être d'une « docilité parfaite » tout en conservant ses propres idées. Il sait qu'il est la pour apprendre. Il ne connait rien du pays et de ses habitants et il constate les rapports difficiles avec les autorités administratives, notamment sous les gouverneurs Augagneur et Piquié. Madagascar c'est la « Mission du silence ». terme utilisé régulièrement par Jean-Baptiste Cazet car si un discours dissonant heurte l'administration, ce sont les malgaches qui en subissent les conséquences. 

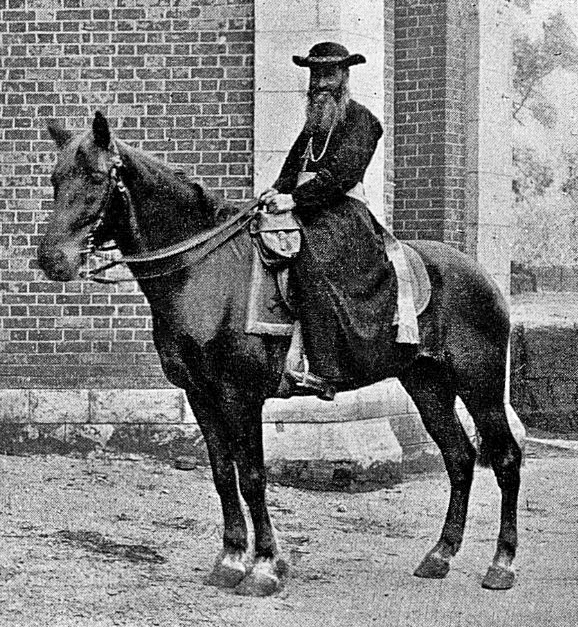
Henri de Saune, sur son alezan, vers 1903.

En octobre 1903, Henri Lespinasse de Saune va pour la première fois vivre l'expérience de la « vie du missionnaire » ce qu'il relate dans un petit ouvrage, publié en 1904, Quinze jours à Alasoura : Mission de Madagascar-Centre. Texte écrit sous la forme d'un journal introduit par une brève réflexion sur son parcours depuis son arrivée : 

« Tananarive, 27 octobre 1903 : Il y a trois ans que j'ai été envoyé à Tananarive en qualité de coadjuteur de S. G. Mgr Cazet. Pendant cet espace de temps j'ai visité tous nos missionnaires, j'ai vu un grand nombre de postes. Chacune de mes expéditions produisait quelque bien, je l'espère. Mais peut-être est-ce moi qui faisais le bénéfice le plus net, en avançant dans la connaissance des Malgaches, de leur mœurs, de leur langue et de leur caractère! Cependant je conservais un regret, celui d'avoir été sacré évêque sans avoir vécu de la vie de simple missionnaire. Il me semblait que mon expérience serait toujours un peu courte, que certains côtés plus intimes de la mission, que certains points de vue m'échapperaient. Monseigneur fait sa visite à l'occasion d'une fête ou bien sa visite elle-même est une fête ; tout est beau ce jour-là... mais comment est le lendemain?... comment étaient les jours qui ont précédé?... »

— Mgr de Saune
Henri de Saune est envoyé seul, pour des tournées de confirmation éloignées, comme l'Ankaratra ou le Betsileos, et il va aussi dans les districts pour des réunions. Cela lui permet d'apprendre la langue puis d'aller à cheval, sur son alezan, parcourir, plusieurs fois, l'immense territoire du diocèse qui s'étend de Tananarive (Antananarivo) à Antsirabe, Ambositra, Fianarantsoa et Mananjary, Ambalavao. C'est autant de rencontres avec la population locale, ce qui le rend populaire. L'évêque l'envoie également à Rome pour la Visite ad limina.

### Madagascar: Vicaire apostolique (1911-1927)
Henri de Saune a 61 ans lorsqu'il prend la succession de Jean-Baptiste Cazet, le 30 août 1911. Pour résoudre le problème de la gestion de son diocèse trop grand pour les quelques missionnaires présents, qui s'épuisent, il s'applique à « trouver de l'aide et à réorganiser le champ d'apostolat ». 
Le 7 mai 1913 un décret de Rome modifie l'organisation missionnaire de Madagascar en découpant l'île en cinq circonscriptions ecclésiastiques, qui sont nommées : vicariat apostolique de Diégo-Suarez (Saint-Esprit), vicariat apostolique de Tananarive (Jésuites), vicariat apostolique de Fianarantsoa (Jésuites), vicariat apostolique de Fort-Dauphin (Lazaristes), et préfecture apostolique de Betafo (de la Salette). Cette nouvelle organisation satisfait Henri de Saune du fait notamment qu'elle divise en trois « l'immense territoire » de l'ancien vicariat apostolique de Madagascar Centrale et qu'il n'aura plus à gérer que celui de Tananarive puisque sont nommés : l'évêque jésuite Charles Givelet, pour le vicariat de Fianarantsoa et le Père salettin François-Joseph Dantin (évêque en 1918) pour la préfecture de Betafo qui devient vicariat en 1918, puis est transférée à Antsirabe en 1921. 
Toujours confronté au faible nombre de missionnaires Henri de Saune cherche à attirer d'autres congrégations pour couvrir le territoire de son diocèse. En 1920, il est en contact avec trois Pères, de Ordre des chanoines réguliers de Prémontré, qui opèrent dans le vicariat apostolique de Diégo-Suarez (ancien Antsiranana). Ces Pères ont accepté les « propositions avantageuses » qui leur sont faites pour venir entreprendre des missions nouvelles dans le vicariat de Tananarive. Cela provoque une polémique avec le préfet apostolique de Diégo-Suarez, Auguste Fortineau, qui se plaint auprès du cardinal van Rossum. Henri de Saune obtient satisfaction car les Pères Prémontrés, en conflit avec Auguste Fortineau, expriment leur refus de revenir à Diégo-Suarez, option proposée par Hubert Noots, procureur général. Ils viennent dans la région de Vatomandry qui leur est confiée.
Henri de Saune envisage très vite la formation d'un clergé indigène. Il établit un séminaire pour les jeunes Malgaches. Le 18 février 1925, il ordonne les neuf premiers prêtres séculiers malgaches : Ignace Ramaroianiratana, Édouard Ranaivo, J.-B. Rakoiobé, Philibert Randria, Jean-Baptiste Ranaivo, Hubert Nicol, Bernard Rabé, Népomucène Rakoio, Michel Razanakolona (de gauche à droite sur la photo ci-dessous). Trois de ces jeunes prêtres meurent de la peste neuf mois plus tard : Philibert Randria, Jean-Baptiste Ranaivo, Michel Razanakolona. Deux autres deviendront évêques : Ignace Ramaroianiratana sera évêque de Miarinarivo en 1955, et Édouard Ranaivo prendra sa suite.

Henri de Saune, dans les années 1920
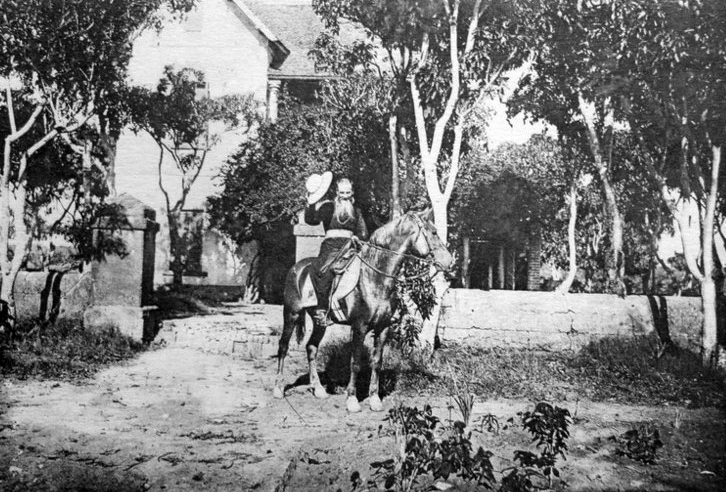
Départ tournée apostolique.
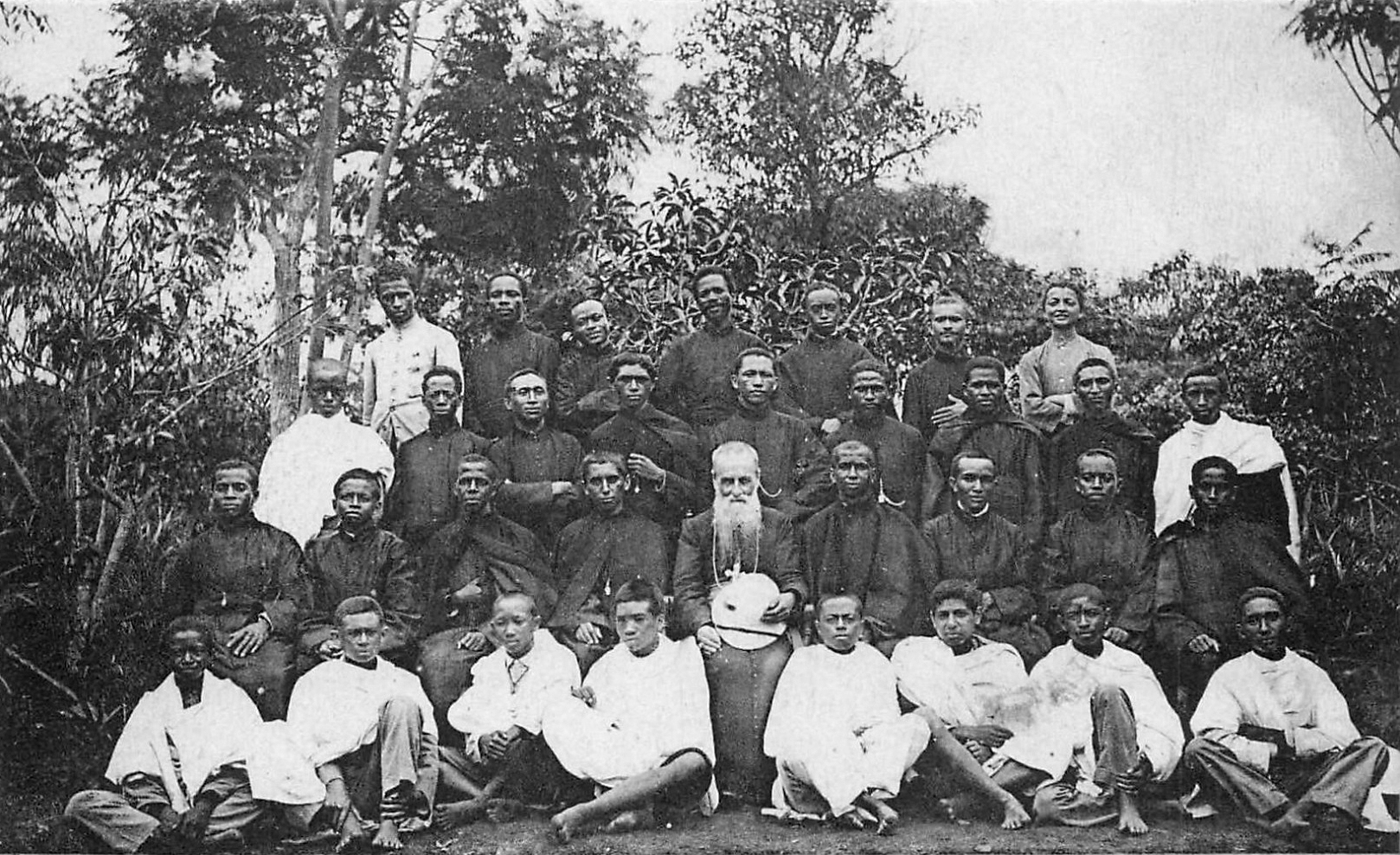
Avec des séminaristes.
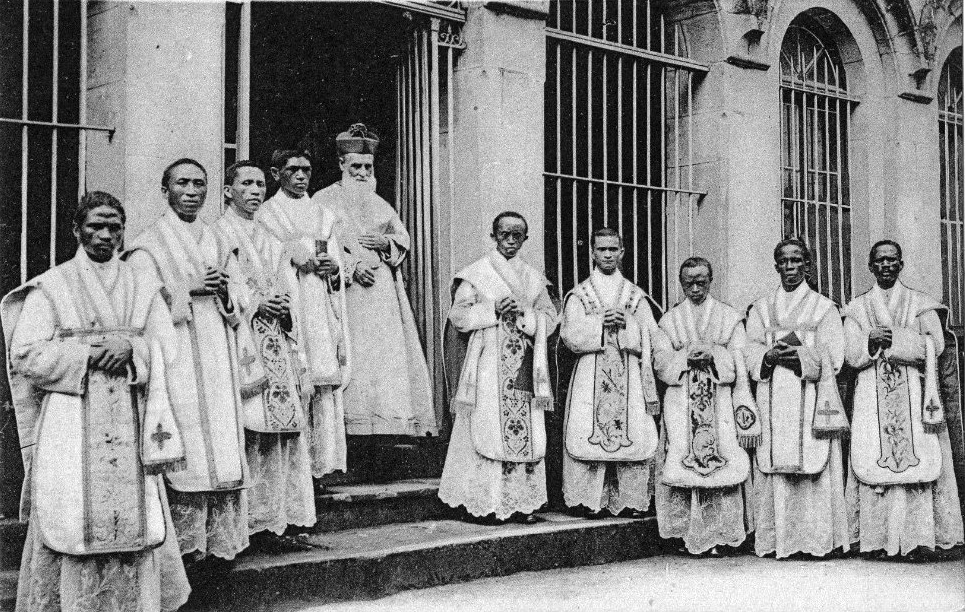
À l'ordination des prêtres.
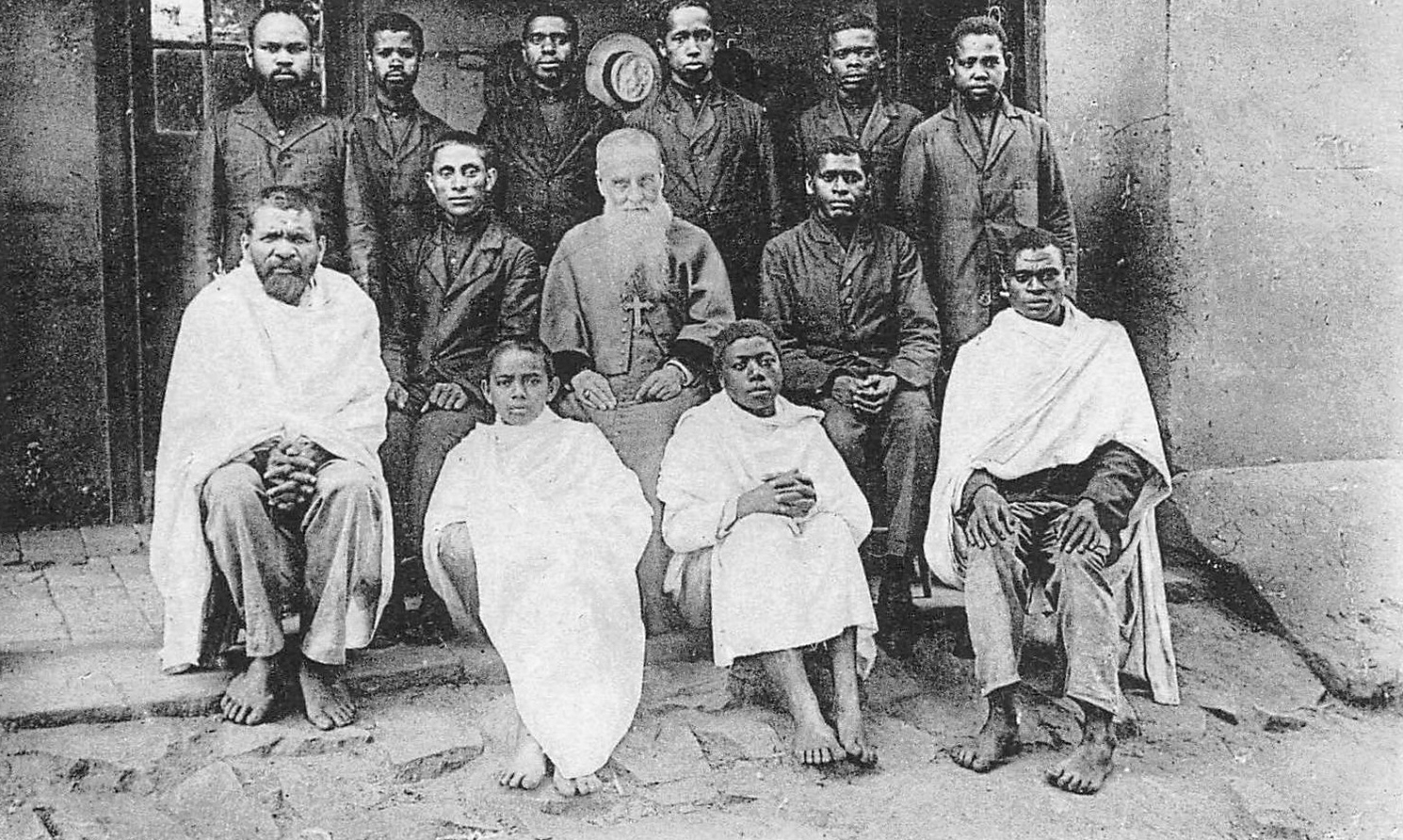
Avec des frères Xavériens.

En 1926, les rares pères jésuites qui travaillent dans l'Ouest sont relayés par ceux de l'Ordre des Trinitaires dans la région de Miarinarivo.
En 1927, ses forces déclinant, Henri de Saune présente à Rome sa démission. Elle est acceptée, mais on lui demanda de poursuivre en qualité d'administrateur apostolique jusqu'à la nomination de son successeur. Il se retire le 28 février 1928, jour de la nomination de l'évêque Étienne Fourcadier.

### Madagascar: fin de vie (1928-1929)
Vers la fin de juin 1929, atteint de fièvre, il fut immobilisé jusqu'à sa mort, qui survint le 7 août. Son corps est exposé dans le salon de l'Évêché, puis ses obsèques ont lieu le 10 août dans la Cathédrale de l'Immaculée-Conception d'Antananarivo.

## Publications
- Chez les Malgaches-Hovas, Lyon, A. Rey, 1902, 20 p. (lire en ligne),
- Quinze jours à Alasoura : Mission de Madagascar-Centre, Abbeville, Impr. de F. Paillart, 1904, 46 p. (lire en ligne),
- « Aux conseils centraux de propagation de la foi : Tananarive, le 25 septembre 1905 » (Rapport), Annales de la propagation de la foi, no 464,‎ janvier 1906, p. 56-67 (lire en ligne, consulté le 23 septembre 2018),
- Leçons de choses pour l'enseignement religieux de mes Malgaches, Tananarive, 1907,
- « Le Vicariat de Tananarive : pendant l'année 1926, Tananarive le 31 janvier 1927 » (Lettre), Annales de la propagation de la foi, no 192,‎ mai 1927, p. 117-120 (lire en ligne, consulté le 27 septembre 2018).

## Armorial et devise
« Henri de Lespinasse de Saune » : 
Armorial :

« Armes : Écartelé : au 1 et 4 d'argent au corbeau de sable empiétant sur 3 arbustes terrassés, de sinople, accompagné en chef de 2 étoiles de gueules, et en pointe d'un lézard de sinople ; ai 2 et 3 à 5 points d'or équipolés de 4 de vair, à la bordure componnée d'argent et de gueules, l'argent chargé d'un lion couronné de gueules, qui est du royaume de Léon, et le gueules d'une tour d'argent, qui est celui de Castille (la tour devrait être or). - Couronne ducale ; sigle de l'emblème des Jésuites en cimier. »

— Aymard de Saint-Saud
.
Devise : « Dieu est mon seul guide ».

## Hommages
- Une plaque fut inauguréele 25 septembre 1993 dans l'église du village de Sayrac avec l'inscription : « Henri Lespinasse de Saune ancien élève de l'École polytechnique, Évêque de Rhizonte, Vicaire Apostolique de Tananarive 1850-1829 »[26].